# Trofeo Laigueglia 2018
La 55e édition du Trofeo Laigueglia a lieu le 11 février 2018. La course fait partie du calendrier UCI Europe Tour 2018 en catégorie 1.HC. C'est également la deuxième épreuve de la Coupe d'Italie de cyclisme sur route 2018.

## Présentation

### Équipes
Classé en catégorie 1.HC de l'UCI Europe Tour, le Trofeo Laigueglia est par conséquent ouvert aux WorldTeams dans la limite de 70 % des équipes participantes, aux équipes continentales professionnelles, aux équipes continentales italiennes et à une équipe nationale italienne.
Vingt-trois équipes participent à ce Trofeo Laigueglia - une WorldTeam, treize équipes continentales professionnelles, sept équipes continentales et une équipe nationale :
| WorldTeam- AG2R La Mondiale Équipes continentales professionnelles (13)- Androni Giocattoli-Sidermec - Aqua Blue Sport - Bardiani CSF - CCC Sprandi Polkowice - Delko-Marseille Provence-KTM - Fortuneo-Samsic - Gazprom-RusVelo - Israel Cycling Academy - Nippo-Vini Fantini-Europa Ovini - Wanty-Groupe Gobert - WB-Aqua Protect-Veranclassic - Wilier Triestina-Selle Italia - Vérandas Willems-Crelan Équipes continentales (7)- Amore & Vita-Prodir - Biesse Carrera Gavardo - D'Amico-Utensilnord - MsTina-Focus - Sangemini-MG.Kvis - Virtu Cycling - Vorarlberg-Santic Équipe nationale- Italie |
| |

## Classements

### Classement final
| \| Classement général \| Classement général \| Classement général \| Classement général \| Classement général \| \| Coureur \| Coureur \| Pays \| Équipe \| Temps \| \| ------------------ \| ------------------ \| ------------------ \| ------------------------------- \| ------------------ \| \| 1er \| Moreno Moser \| Italie \| Italie \| 5 h 10 min 50 s \| \| 2e \| Paolo Totò \| Italie \| Sangemini-MG.Kvis-Vega \| + 43 s \| \| 3e \| Matteo Busato \| Italie \| Wilier Triestina-Selle Italia \| + 43 s \| \| 4e \| Nicola Bagioli \| Italie \| Nippo-Vini Fantini-Europa Ovini \| + 43 s \| \| 5e \| Francesco Gavazzi \| Italie \| Androni Giocattoli-Sidermec \| + 43 s \| \| 6e \| Kasper Asgreen \| Danemark \| Virtu Cycling \| + 43 s \| \| 7e \| Romain Combaud \| France \| Delko-Marseille Provence-KTM \| + 43 s \| \| 8e \| Roland Thalmann \| Suisse \| Team Vorarlberg-Santic \| + 43 s \| \| 9e \| Ben Hermans \| Belgique \| Israel Cycling Academy \| + 43 s \| \| 10e \| Fausto Masnada \| Italie \| Androni Giocattoli-Sidermec \| + 48 s \| \| 11e \| Quentin Jauregui \| France \| AG2R La Mondiale \| + 58 s \| \| 12e \| Mauro Finetto \| Italie \| Delko-Marseille Provence-KTM \| + 1 min 12 s \| \| 13e \| Gianluca Brambilla \| Italie \| Italie \| + 2 min 21 s \| \| 14e \| Silvan Dillier \| Suisse \| AG2R La Mondiale \| + 2 min 37 s \| \| 15e \| Simone Andreetta \| Italie \| Bardiani CSF \| + 2 min 37 s \| |                    |          |                                 |                 |
| |                    |          |                                 |                 |
| Source : ProCyclingStats |                    |          |                                 |                 |
| Classement général |                    |          |                                 |                 |
| Coureur | Coureur            | Pays     | Équipe                          | Temps           |
| 1er | Moreno Moser       | Italie   | Italie                          | 5 h 10 min 50 s |
| 2e | Paolo Totò         | Italie   | Sangemini-MG.Kvis-Vega          | + 43 s          |
| 3e | Matteo Busato      | Italie   | Wilier Triestina-Selle Italia   | + 43 s          |
| 4e | Nicola Bagioli     | Italie   | Nippo-Vini Fantini-Europa Ovini | + 43 s          |
| 5e | Francesco Gavazzi  | Italie   | Androni Giocattoli-Sidermec     | + 43 s          |
| 6e | Kasper Asgreen     | Danemark | Virtu Cycling                   | + 43 s          |
| 7e | Romain Combaud     | France   | Delko-Marseille Provence-KTM    | + 43 s          |
| 8e | Roland Thalmann    | Suisse   | Team Vorarlberg-Santic          | + 43 s          |
| 9e | Ben Hermans        | Belgique | Israel Cycling Academy          | + 43 s          |
| 10e | Fausto Masnada     | Italie   | Androni Giocattoli-Sidermec     | + 48 s          |
| 11e | Quentin Jauregui   | France   | AG2R La Mondiale                | + 58 s          |
| 12e | Mauro Finetto      | Italie   | Delko-Marseille Provence-KTM    | + 1 min 12 s    |
| 13e | Gianluca Brambilla | Italie   | Italie                          | + 2 min 21 s    |
| 14e | Silvan Dillier     | Suisse   | AG2R La Mondiale                | + 2 min 37 s    |
| 15e | Simone Andreetta   | Italie   | Bardiani CSF                    | + 2 min 37 s    |

### UCI Europe Tour
La course attribue aux coureurs le même nombre de points pour l'UCI Europe Tour 2018 et le Classement mondial UCI.
| Position           | 1er | 2e  | 3e  | 4e  | 5e | 6e | 7e | 8e | 9e | 10e | 11e | 12e | 13e | 14e | 15e | 16e à 30e | 31e à 40e |
| Classement général | 200 | 150 | 125 | 100 | 85 | 70 | 60 | 50 | 40 | 35  | 30  | 25  | 20  | 15  | 10  | 5         | 3         |